# Georges Bakar
Georges Michel Bakar (ur. 20 kwietnia 1946 w Kairze) – duchowny melchicki, od 2008 arcybiskup (wikariusz apostolski) Aleksandrii.

## Życiorys
Święcenia kapłańskie przyjął 6 lipca 1973. Był rektorem patriarszej uczelni w Kairze oraz ekonomem generalnym terytorium patriarszego Egiptu i Sudanu.
9 lutego 2006 synod Kościoła melchickiego wybrał go na wikariusza patriarszego terytorium patriarszego Jerozolimy (wybór został zatwierdzony 28 lutego tegoż roku przez Benedykta XVI). Sakry udzielił mu 24 marca 2006 ówczesny patriarcha Antiochii, Grzegorz III Laham. W 2008 został wybrany wikariuszem apostolskim Aleksandrii.